# Zeche Kämpgeswerk
Die Zeche Kämpgeswerk ist ein ehemaliges Steinkohlenbergwerk in Mülheim-Heißen. Das Bergwerk war auch unter den Namen Zeche Kempgeswerk und Zeche Kämpcheswerk bekannt.

## Bergwerksgeschichte
Das Bergwerk ist bereits im 18. Jahrhundert entstanden und war zu dieser Zeit auch schon in Betrieb, ein genaues Datum wird jedoch in den Unterlagen nicht genannt. Im Jahr 1818 wurde ein alter Abbau wieder aufgeschlossen. Hierzu wurde der Grundstückseigentümer, auf dessen Grundstück sich die alte Lagerstätte befand, von den Gewerken ermächtigt. Um an den alten Abbau zu gelangen, wurde ein Schacht abgeteuft. Im Jahr 1819 fand im westlichen Feld in geringem Umfang Kohlenabbau statt. Im Jahr 1820 wurde alte Kohlenpfeiler abgebaut. Aus dem Jahr 1823 wurde noch einmal geringfügiger Abbau berichtet, danach wurde das Bergwerk lange Zeit nicht mehr in den Unterlagen erwähnt. Im Jahr 1841 konsolidierte die Zeche Kämpgeswerk mit weiteren Zechen zur Zeche Vereinigte Rosen- und Blumendelle.